# Giebichenstein (Stöckse)

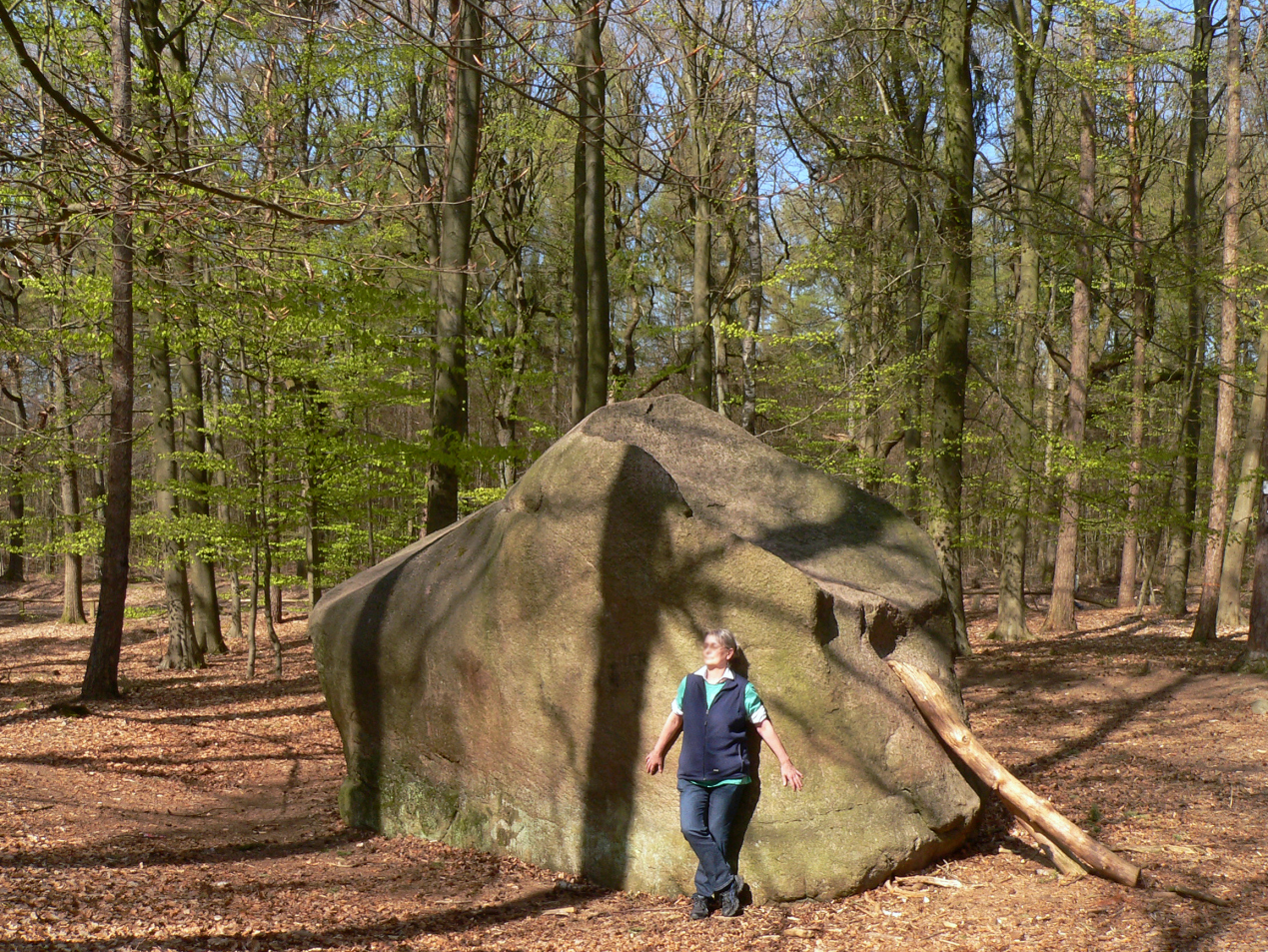
Giebichenstein

Der Giebichenstein im Staatsforst „Krähe“ bei Stöckse ist einer der größten Findlinge Norddeutschlands und der größte Niedersachsens. Der 330 Tonnen schwere Stein aus Granit ist 7,5 m lang, 4,5 m breit und 2,75 m hoch. Ein Abbild des Giebichensteins ist Teil der Wappen von Stöckse und der Samtgemeinde Steimbke in Niedersachsen. In unmittelbarer Nähe des Steins findet sich das Großsteingrab Teufelsbett. Und rund 150 Meter südlich des Giebichensteins liegt der Stöckser See.

## Beschreibung
Der Stein wurde während des frühen Saale-Komplexes (Rehburger Phase, Drenthe 1) als Teil einer Moräne abgelagert und stammt aus Schweden. Bei einer 1967 vorgenommenen Ausgrabung am Fuße des Steins fand man rund 300 Fundstücke, wie Messer und Klingen aus Feuerstein. Es handelte sich um Reste eines steinzeitlichen Jägerlagers. Weitere frühgeschichtliche Orte in der Nähe sind ein bronzezeitliches Hügelgräberfeld um 1700 v. Chr. Aufgrund der Konzentration der geschichtlichen Orte wurde 1978 hier der erste archäologische Wanderpfad in Niedersachsen angelegt, der einen Kilometer lang ist und drei Stationen (Großsteingrab, Jägerlager, Hügelgräberfeld) umfasst.
Eine Oberflächendatierung des Findlings erbrachte das Alter 103.000 ±8.000 Jahre. Zu dieser Zeit muss der einst von Sedimenten bedeckte Stein freigelegt worden sein. Zeitweise hat offenbar nur der obere, deutlich windgeschliffene Teil herausgeschaut, was anhand der Oberflächenstruktur gut nachvollziehbar ist.

## Sage zum Stein
Der Sage nach befand sich unter dem Stein einst der Hauptsitz eines Zwergenkönigs namens Giebich. Als der Riese Hans Lohe aus dem Grinderwald aus Wut den Wölper Kirchturm zerschmettern wollte, war es der Giebich, der mit seinen geheimen Kräften den großen, schweren Stein auf dem Bergrücken der Krähe zu Boden zwang. Dort liegt er noch heute; man nennt ihn, nach dem gütigen Giebich, der den Menschen gegen alle bösen Gewalten schützte, „Giebichenstein“ – in der Mundart der Region „Gewekenstein“.

Stein auf dem Wappen der Samtgemeinde Steimbke
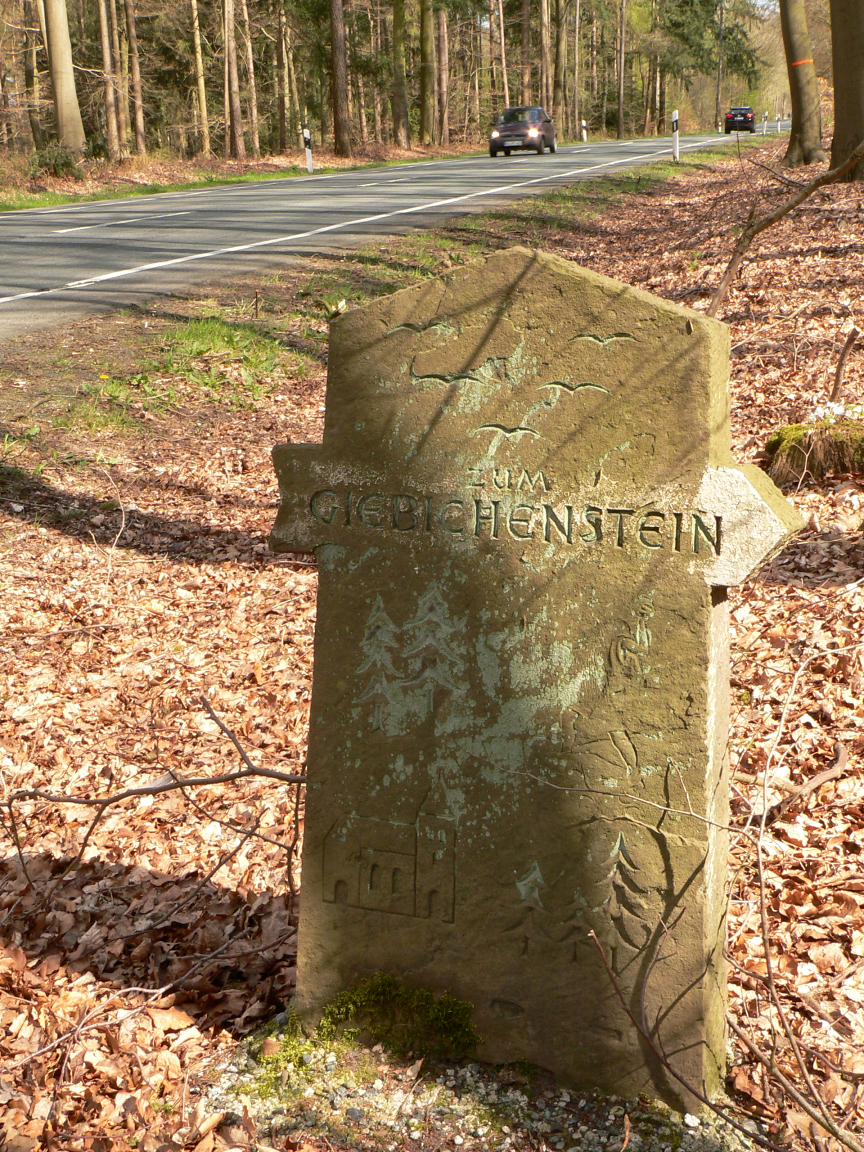
Steinerner Hinweis zum Giebichenstein
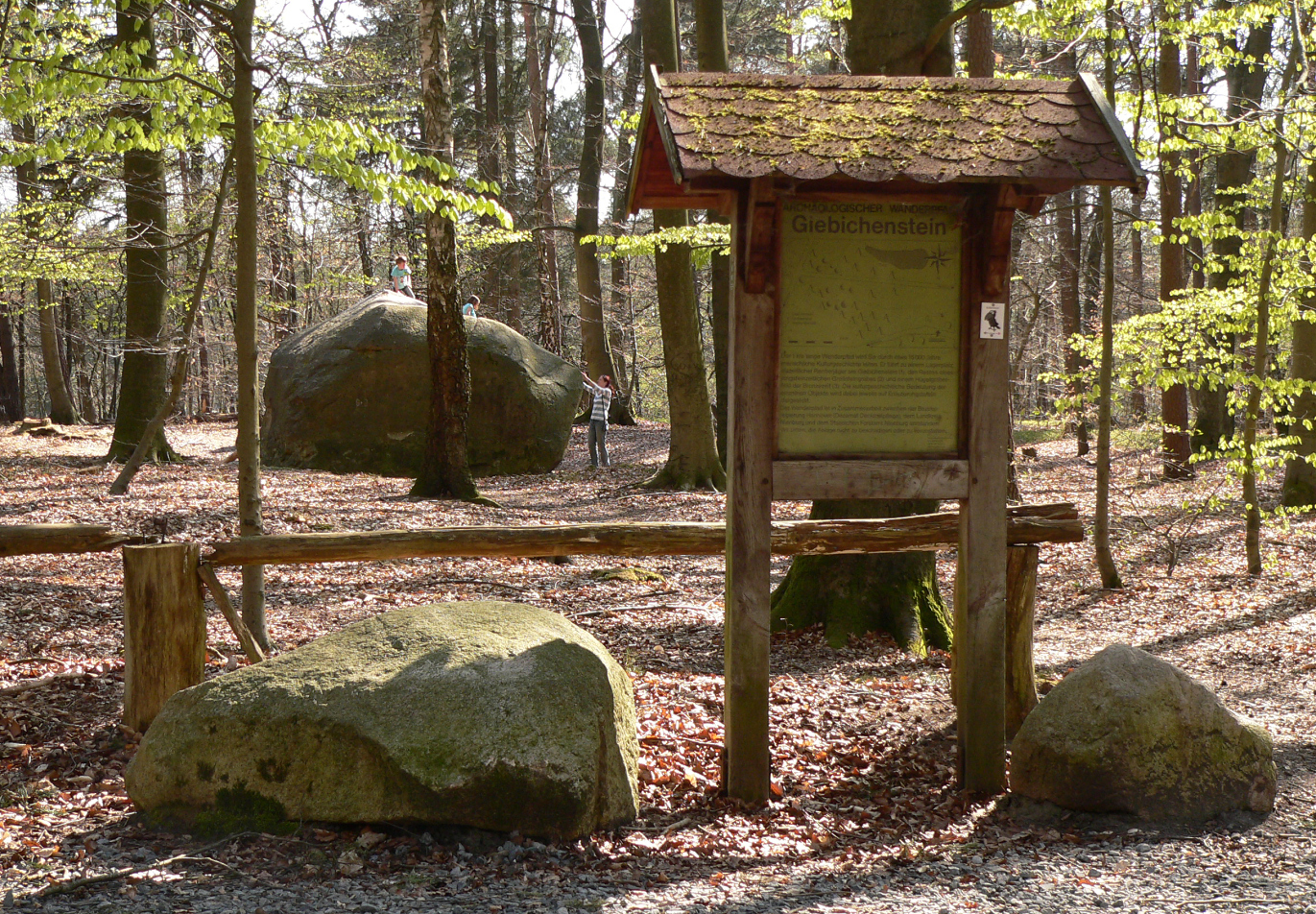
Informationstafel archäologischer Wanderpfad, dahinter der Giebichenstein
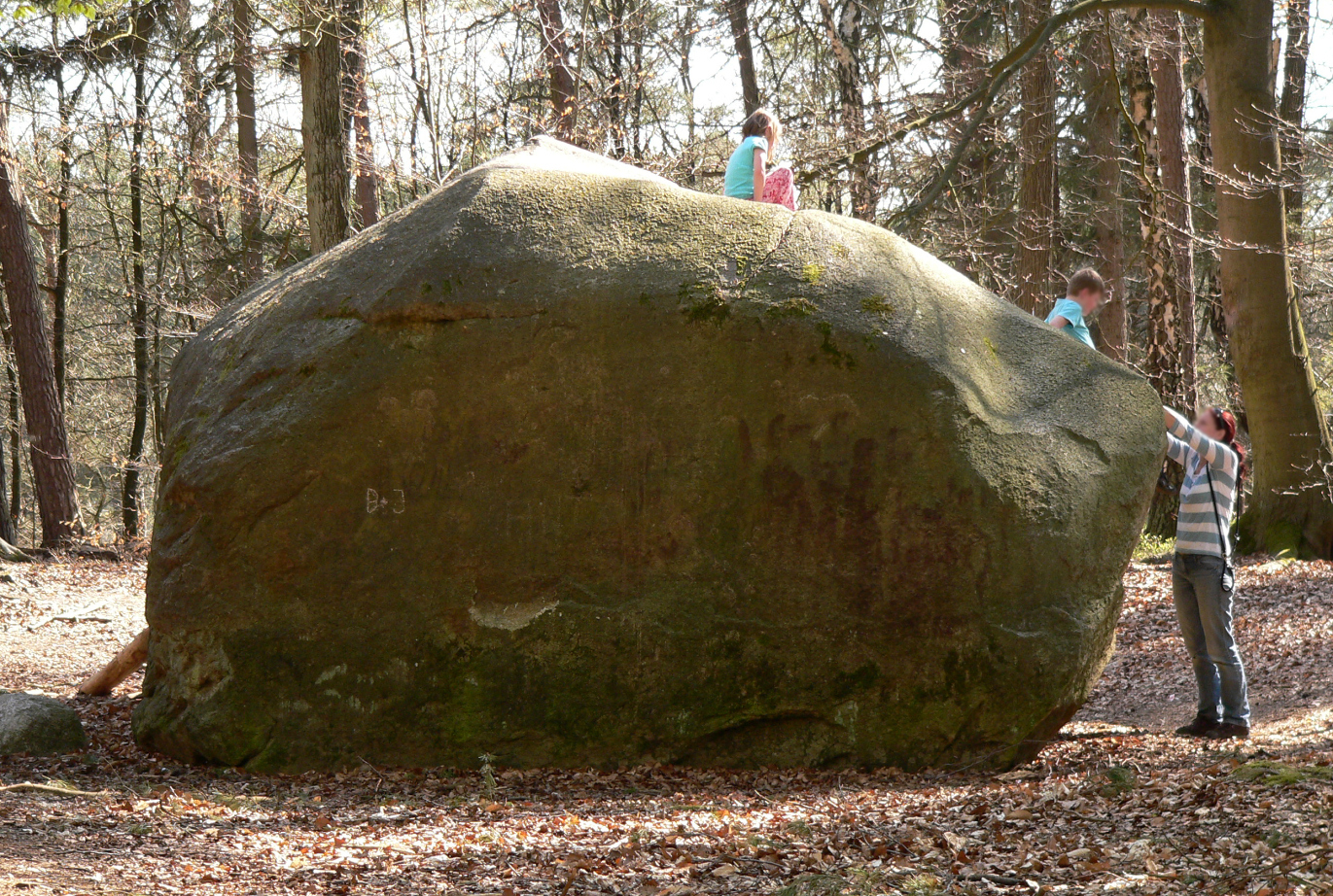
Ebene Seitenwand des Steins
Stein auf dem Wappen von Stöckse
- 360°-Ansicht des Giebichensteins